# Wolfram Jehne
Wolfram Jehne (15 de fevereiro de 1926 – 9 de junho de 2018) foi um matemático alemão, que trabalhou com teoria algébrica dos números. Foi professor da Universidade de Colônia.

## Vida
Jehne estudou na Universidade Humboldt de Berlim, onde foi aluno de Helmut Hasse. Quando Hasse foi em 1950 para Hamburgo, foi junto com ele assim como diversos outros alunos seus. Obteve em 1954 um doutorado em Hamburgo orientado por Hasse, com a tese Zur modernen Klassenkörpertheorie. Para a nova edição da Encyklopädie der mathematischen Wissenschaften pela Teubner editou em 1953 com Hasse o volume parcial Algebraische Zahlentheorie de Philipp Furtwängler.
Pai do historiador Martin Jehne.

## Obras
- Zur modernen Klassenkörpertheorie, Sitzungsberichte Deutsche Akad. Wiss. Berlim, Nr. 3, 1954
- Die Struktur der symplektischen Gruppe über lokalen und dedekindschen Ringen, Sitzungsberichte Heidelberger Akademie der Wissenschaften 1964
- com Gabriele Dankert, Arnt Volkenborn: Seminar p-adische Funktionentheorie, Universität zu Köln 1967
- On knots in algebraic number theory, J. Reine Angew. Math., Band 311/312, 1979, 214–254,[4]Online
- com Herbert Wingen: Eine mathematische Theorie der Sudokus, De Gruyter 2013